# Maksym Dondjuk

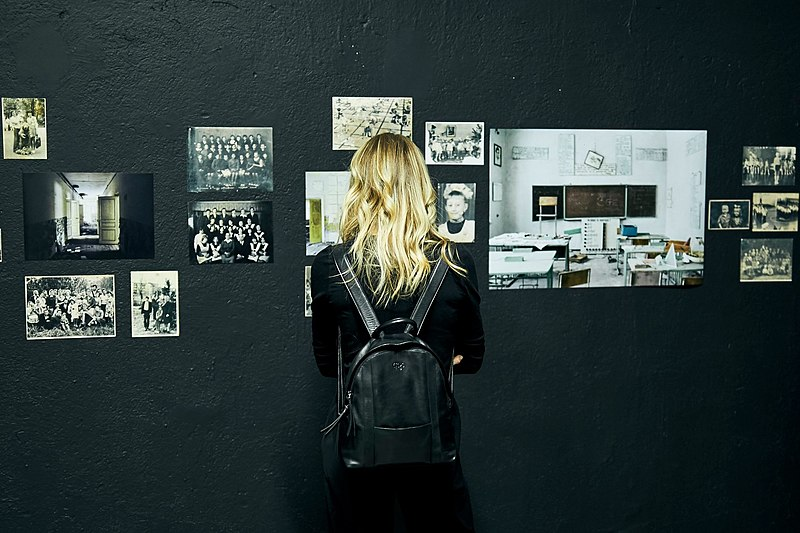

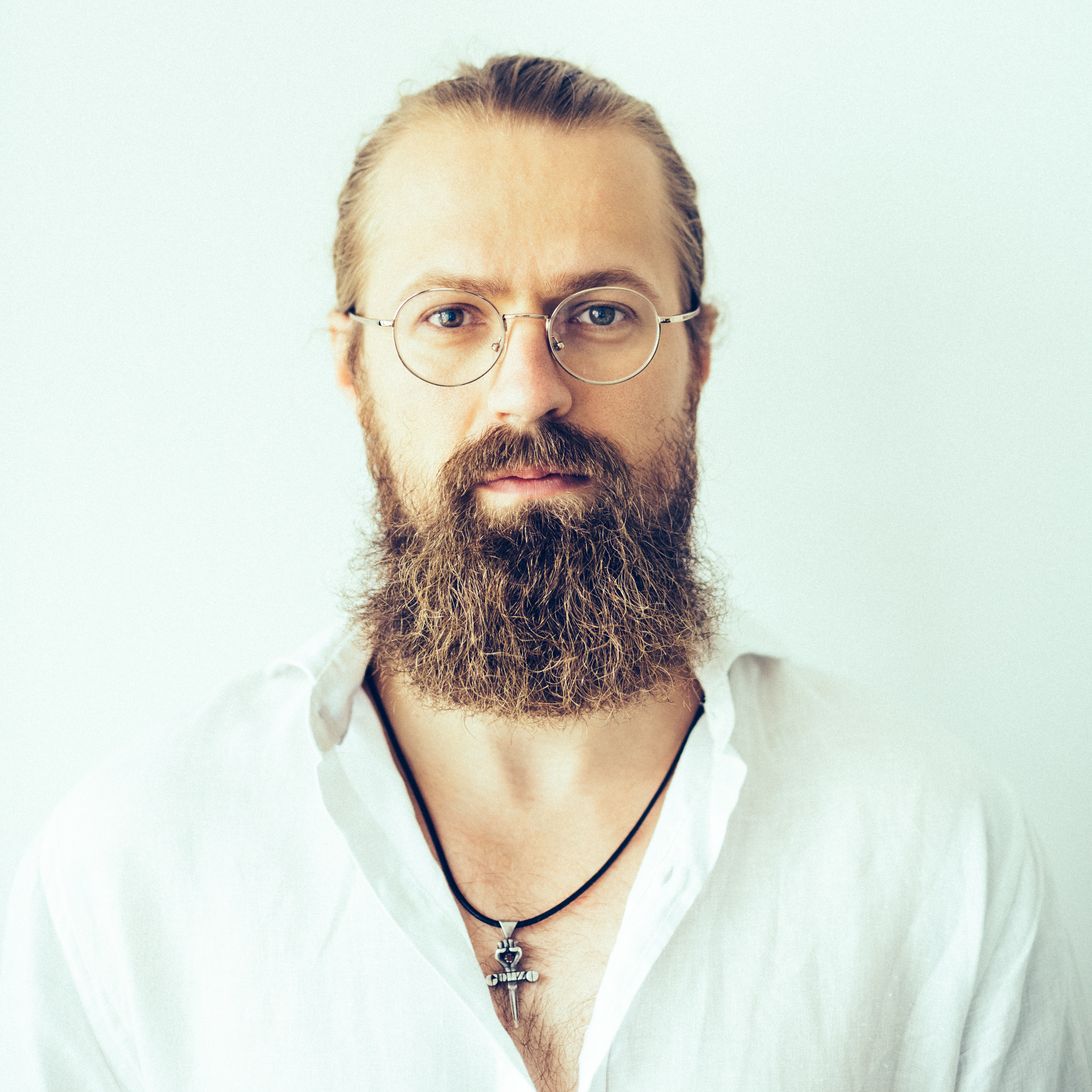

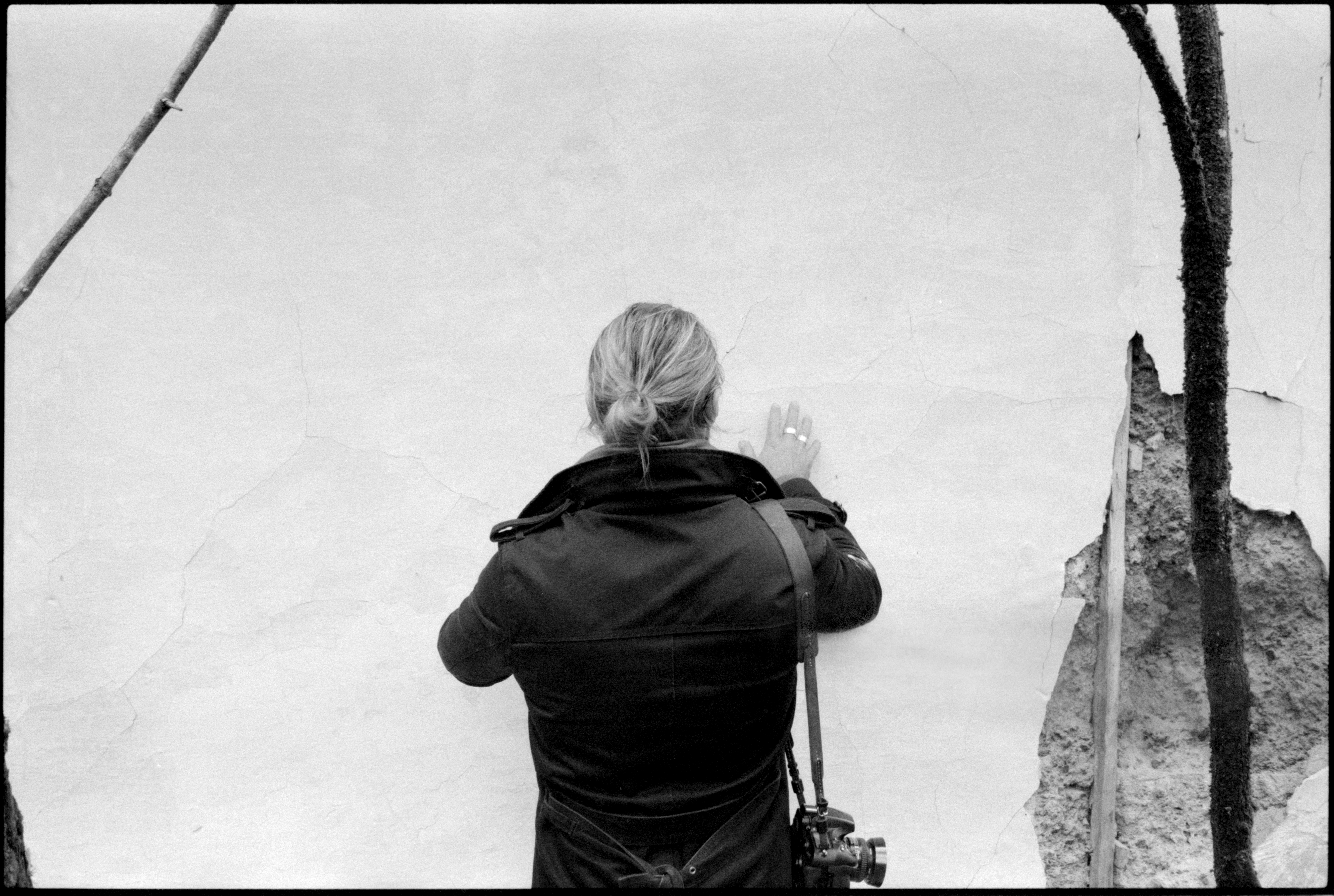

Maksym Dondjuk (ukrajinsky: Дондюк Максим, anglicky: Maxim Dondyuk; * 15. července 1983) je ukrajinský dokumentární fotograf a vizuální umělec. Jeho profesionální kariéra začala v ukrajinských médiích jako fotoreportér v roce 2007. Od roku 2010 je na volné noze a pracuje na tvorbě a propagaci vlastních dokumentárních projektů. V roce 2022 dokumentoval Ruskou invazi na Ukrajinu.
Je finalistou fotografické ceny Prix Pictet, mezinárodním fotografem roku Lucie Awards, vítězem Prix Photo La Quatrieme Image, vítězem ceny Ville de Perpignan Remi Ochlik na Visa pour l'Image, soutěži Magnum Photos. Soutěže 30 pod 30 pro začínající dokumentární fotografy, finalista grantu W. Eugena Smithe v humanistické fotografii, finalista ceny FotoEvidence Book Award a získal Grand Prix „Best Global Health Story“ od Bectona Dickinsona (BD) Hope for a Healthy World Photo Competition.
V dubnu 2022 byla jeho fotografie z Ukrajiny otištěna na titulní straně magazínu Time. Na snímku je voják, který nese zraněné dítě a vedle něj jde jeho plačící matka.

## Životopis
Dondjuk se narodil v Ukrajinské SSR. Jeho první dlouhodobé projekty Uman, Roš ha-šana (2008–2012), The Crimea Sich (2010–2013), Epidemie tuberkulózy na Ukrajině (2010–2012) jsou analýzami doby, situace. Nezajímají ho stereotypy, je přímým účastníkem událostí a využívá osobní zkušenosti a emoce ke zdůraznění jejich základního významu.
Od projektu Culture of the Confrontation (2013–2014) se Dondjukovo vnímání fotografie změnilo. Začal naplňovat svá díla druhým významem a asociační úrovní. Čas, místo a důvody upřesňovat nechce. Prostřednictvím fotografie chce ukazovat věčná témata, chce, aby si lidé jeho díla spojovali „se svými vzpomínkami z četby knih, hudbou, vlastním životem“.
Dondjukova díla byla prezentována na festivalech v Arles, Paříži, Minsku a publikována v časopisech jako: Time, Der Spiegel, Stern, Paris Match, Rolling Stone, Photo District News, Bloomberg Businessweek, Russian Reporter, Libération, Polka, 6Mois a Esquire atd. Spolupracuje také s mezinárodními organizacemi, jako je Mezinárodní výbor Červeného kříže (ICRC) a Světová zdravotnická organizace (WHO). 

## Publikace
- Kultura konfrontace. Vlastní vydání, 2019.[6]

## Ocenění
- 2011: Finalista mezinárodní soutěže Pikto.[7]
- 2012: Finalista ceny Photo Evidence Book Award.[8]
- 2012: Grand Prix Nejlepší globální příběh o zdraví fotografické soutěže Becton Dickinson (BD) Hope for a Healthy World.[9]
- 2012: Forward Thinking Museum, finalista 2. čtvrtletí.[10]
- 2012: Finalista grantu The Manuel Rivera-Ortiz Foundation for Documentary Photography &amp; Film.[11]
- 2012: Finalista pro grant 4. ročníku AnthropoGraphia Human Rights Through Visual Storytelling.[12]
- 2012: Čestné uznání výroční soutěže International Photography Awards (IPA).[13]
- 2012: Forward Thinking Museum, finalista 4. čtvrtletí.[10]
- 2013: Užší výběr v kategorii Portrét u Sony World Photography Awards.[14]
- 2013: Čestné uznání, grant FotoVisura.[15]
- 2013: Finalista grantu W. Eugene Smith v humanistické fotografii od W. Eugene Smith Memorial Fund.[16]
- 2014: Soutěž Magnum Photos 30 under 30 pro začínající dokumentární fotografy.[17]
- 2014: Vítěz ceny Ville de Perpignan Remiho Ochlika.[18]
- 2015: Čestná uznání grantu Photographic Museum of Humanity (PHM).[19][20]
- 2015: Vítěz Photo District News Photo Annual 2015 v kategorii dokument.[21]
- 2015: Vítěz Prix Photo La Quatrieme Image, 1. cena.[22]
- 2015: PX3 Prix de la Photographie Paris, kategorie Press War, 1. cena.[23]
- 2015: Voies Off, Shortlist.[24]
- 2015: Prix Pictet Photography Prize is Disorder, Shortlist.[25]
- 2015: Ceny za výtvarnou fotografii, 1. místo ve fotožurnalistice.[26]
- 2015: Ceny za výtvarnou fotografii, profesionální fotograf roku.[27]
- 2015: 1. místo v kategorii Editorial: Obecné zprávy, 13. výroční ceny Lucie (IPA).[28]
- 2015: Redakční fotograf roku, ceny Lucie (IPA).[28]
- 2015: Mezinárodní fotograf roku, Lucie Awards (IPA).[29]
- 2015: International Photography Award, British Journal of Photography, druhé místo.[30]
- 2015: Finalista LensCulture Visual Storytelling Award.[31]
- 2016: JGS Photography Contest, Forward Thinking Museum, druhé místo ve 4. čtvrtletí.[32]
- 2016: LensCulture Exposure Awards, 3. série cen.[33]
- 2016: Kolga Tbilisi Photo Award, nejlepší dokumentární série.[34]
- 2016: Magnum Photography Awards, finalista.[35]

## Výstavy

### Samostatné výstavy
- 2011–2013: Uman, Roš Hašana, Lvov, Ukrajina;[36] Gallery Camera, Kyjev, Ukrajina, 2013.[37]
- 2011: TUBERCULOSIS, Centrum dokumentární fotografie FOTODOC (Moskva).[38]
- 2012: epidemie TBC na Ukrajině, Doněck, Ukrajina, 2012;[39] Záporoží, Ukrajina, 2012;[40] Festival PhotoReportAge, Pomarico, Itálie, 2013.[41]
- 2013: Stáří, Městská galerie umění (Nova Kachovka, Ukrajina).[42]
- 2014–2015: Euromajdan: kultura konfrontace, Visa pour l'image, Pergipinan, Francie, 2014;[43] Náměstí Barbaros, FotoIstanbul, Istanbul, Turecko; [44] Festival Orvieto Fotografia, Orvieto, Itálie, 2015.[45]

### Skupinové výstavy a výstavy během festivalů
- 2013: Výstava Fotograf roku, M17 Centrum současného umění (Kyjev, Ukrajina).[46]

- 2013: Promítání krátkého dokumentárního filmu Crimea Sich, American Independence Film Festival (Kyjev, Ukrajina).[47]
- 2014: Stálá skupinová výstava Majdan. Ukrajina. Cesta ke svobodě, Muzeum Checkpoint Charlie (Berlín).[48]
- 2014: Skupinová výstava 30 Under 30 Winners Gallery, The Photography Show (Birmingham, Velká Británie).[49]
- 2014: Skupinová výstava Shift: Ukraine in Crisis, Third Floor Gallery, Cardiff, UK. Fotografie od Dondjuka a také Alexandra Chekmeneva, Corentina Fohlena, Louisy Gouliamaki, Brendana Hoffmana, Toma Jamiesona, Marca Kesselera, Anastasie Taylor-Lind, Donalda Webera a Emine Ziyatdinové.[50][51]
- 2014: Skupinová výstava Majdan. Ukrajina. Cesta ke svobodě, Ukrajinský institut Ameriky, New York, 2014.[52]
- 2015: Skupinová výstava Majdan. Ukrajina. Cesta ke svobodě, The Stay Gallery, Los Angeles, 2015.[53]
- 2015: Skupinová výstava Bitva o Ilovajsk, Muzeum historie, Dněprodzeržynsk, Ukrajina.[54]
- 2015: Výstava Kultura konfrontace jako součást výstavy finalistů Prix Pictet Disorder, Musée d'Art Moderne, Paříž, Francie;[55] CAB Art Center, Brusel, Belgie;[56] Mezinárodní muzeum Červeného kříže a Červeného půlměsíce, Ženeva, Švýcarsko;[57] LUMA Westbau – Löwenbräukunst, Curych, Švýcarsko;[58] jako součást LensCulture Exposure Awards, Photo London, Somerset House, Londýn;[59][60] Athens Photo Festival, Muzeum Benaki, Atény, Řecko;[61] Výstava finalistů Prix Pictet Disorder, The Old Municipal Gallery, Atény, Řecko;[62] Výstava finalistů Prix Pictet Disorder, Bank Gallery, Tokio.[63]
- 2016: Výstava This is War na 5. ročníku festivalu LUMIX pro mladou fotožurnalistiku, Hannover, Německo;[64] jako součást skupinové výstavy Deformace na Suwon Photo Festival, Suwon, Korea.[65]